# Требеко (Пјаченца)
Требеко је насеље у Италији у округу Пјаченца, региону Емилија-Ромања.
Према процени из 2011. у насељу је живело 89 становника. Насеље се налази на надморској висини од 516 м.